# Spectriforma
Spectriforma is een geslacht van rechtvleugeligen uit de familie Morabidae. De wetenschappelijke naam van dit geslacht is voor het eerst geldig gepubliceerd in 1976 door Key.

## Soorten
Het geslacht Spectriforma omvat de volgende soorten:
- Spectriforma bifurcata Key, 1976
- Spectriforma gracilicollis Sjöstedt, 1921
- Spectriforma spinulifera Key, 1977
- Spectriforma transversa Key, 1977